# Klaus Reich
Klaus Hermann Karl Richard Reich (* 1. Dezember 1906 in Schöneberg; † 24. Januar 1996 in Marburg) war ein deutscher Philosoph, der sich hauptsächlich mit Immanuel Kant beschäftigt hat.

## Leben
Klaus Reich wurde als Sohn des Buchhändlers Gustav Reich und seiner Ehefrau Else Amalie Reich, geborene Gruber, in der elterlichen Wohnung in der Luitpoldstraße 4 in Schöneberg geboren. Er studierte von 1925 bis 1932 in Freiburg im Breisgau, Berlin und Rostock Philosophie und klassische Philologie. Zu seinen philosophischen Lehrern gehörten Edmund Husserl, Jonas Cohn und vor allem Julius Ebbinghaus, bei dem er 1932 in Rostock promovierte. 1933 wurde er wegen seiner Ablehnung des Nationalsozialismus von seiner Stelle als wissenschaftliche Hilfskraft an der Universität Rostock entlassen und in der Folge durch wiederholte Parteiinterventionen an einer Habilitation gehindert. Die emigrierten klassischen Philologen Ernst Kapp und Rudolf Pfeiffer vermittelten dem Oxforder Kant-Spezialisten Herbert James Paton Reichs Schriften, worauf er ihn für den Sommer 1939 nach England einlud. Dies wurde durch Reichs Einberufung zu einer Militärübung und den Kriegsbeginn vereitelt. Reich leistete seinen Militärdienst als einfacher Soldat bei der Luftwaffe und geriet 1945 in amerikanische Kriegsgefangenschaft.
Erst 1946 wurde er von Ebbinghaus in Marburg habilitiert. Von 1947 an hatte Reich in Marburg eine außerplanmäßige Professur inne, die 1956 in eine ordentliche Professur umgewandelt wurde, die er bis zur Emeritierung 1972 bekleidete. Danach hielt er bis zu seinem Tod weiterhin Lehrveranstaltungen ab.

## Werk
Reichs dem Umfang nach schmales Werk ist in erster Linie der Philosophie Immanuel Kants, daneben auch der antiken Philosophie, insbesondere Platon, gewidmet. Neben Ebbinghaus war er der Hauptvertreter des – u. a. von Hans Georg Gadamer so genannten – „Marburger Erzkantianismus“, der sich in betonter Selbst-Abgrenzung vom Neukantianismus dem genauen Nachvollzug der Philosophie Kants widmete und dessen argumentative Überlegenheit gegenüber allen kantianisierenden (und auch allen anderen) Positionen nachzuweisen suchte.
Reichs wichtigstes Werk ist seine Dissertation Die Vollständigkeit der kantischen Urteilstafel aus dem Jahr 1932. In ihr rekonstruiert er das Argument, mit dem Kant die Vollständigkeit der Urteilstafel in der Kritik der reinen Vernunft bewiesen hatte oder bewiesen zu haben glaubte. Durch Berücksichtigung des handschriftlichen Nachlasses versuchte er zu zeigen, wie sich die Kategorien aus der Struktur der Subjektivität herleiten lassen. Laut der Einleitung zu seinen Schriften (in einem Band) hat dieses „bahnbrechende Werk ... die Kant-Forschung auf ein neues Niveau gehoben“ und gilt seinen Schülern als Klassiker der Kant-Literatur. Reichs Kant und die Ethik der Griechen (1935) ist hingegen nicht einmal von seinen Schülern stark rezipiert worden.
Reichs Aufsätze zu Kant haben für einige seiner Schüler das Niveau der Kant-Deutung markiert, an das anzuschließen sie sich bemühten; hierzu gehörten u. a. Dieter Henrich (wenn auch nicht primär), Manfred Baum und Reinhard Brandt. Im Anschluss an Reichs Dissertation haben der letztere und Michael Wolff weitere Abhandlungen zur Rekonstruktion von Kants Vollständigkeitsbeweis geliefert. Kritisch behandelt wurde er u. a. von Lorenz Krüger und Hans Lenk.  Auch Henrichs Kantstudien, besonders seine Studie Identität und Objektivität (1976) zur Rekonstruktion der transzendentalen Deduktion, sind  teilweise von Reich (und u. a. von Wilfrid Sellars) angeregt.

## Publikationen
Reichs Schriften sind unvollständig gesammelt in:
Gesammelte Schriften. Mit Einleitung und Annotationen aus dem Nachlaß hrsg. von Manfred Baum u. a. Hamburg: Meiner, 2001. (S. 499–504: Schriftenverzeichnis)